# Rishonidae
De Rishonidae zijn een infraorde van uitgestorven kreeftachtigen uit de klasse van de Ostracoda (mosselkreeftjes).

## Geslacht
- Rishona Sohn, 1960 †